# Beni Mouhli
Beni Mouhli (în arabă بنى محلى) este o comună din provincia Sétif, Algeria.
Populația comunei este de 8.521 de locuitori (2008).